# Karawankentunnel (Autobahn)
Der Karawankentunnel (slow.: Predor Karavanke) ist ein knapp 8 km langer Tunnel an der Grenze zwischen Österreich und Slowenien und verbindet die österreichische Karawanken Autobahn mit der slowenischen Avtocesta A2 in Richtung Ljubljana zwischen Jesenice und Rosenbach, einem Ortsteil von Sankt Jakob im Rosental. Er verläuft dabei durch die namensgebenden Karawanken (slowenisch Karavanke), einen Gebirgsstock der südlichen Kalkalpen. Die Fahrzeit von Villach nach Ljubljana hat sich seit Eröffnung des 7864 Meter langen Tunnels um über eine Stunde verkürzt. Die Kapazität beträgt 2000 Fahrzeuge pro Stunde. Die Erbauung erfolgte zwischen 1986 und 1991. Seit 2018 wird eine zweite Röhre gebaut, die im Sommer 2025 fertiggestellt sein soll. Anschließend soll die erste Röhre geschlossen und dort eine Generalsanierung durchgeführt werden. Ab Sommer 2028 sollen schließlich beide Röhren in Vollbetrieb gehen.

## Geschichte
Die Erstellung, Erhaltung und Finanzierung der etwa 9,8 km langen Karawanken-Autobahn-Tunnelstrecke, verlaufend von Winkl im Rosental, Kärnten, bis Hrusica in Oberkrain, Slowenien, wurde am 29. Juni 1978 mit Bundesgesetzblatt Nr. 442 beschlossen und mit Erlass des damaligen Bundesministeriums für Bauten und Technik vom 24. Jänner 1979 einschließlich der Planung an die Tauernautobahn AG übertragen.
Zu Beginn standen noch Überlegungen im Raum, den Tunnel von vornherein mit zwei Röhren zu bauen. Allerdings rechnete man damals vorerst mit einem zu niedrigen Verkehrsaufkommen, was rückblickend logisch erscheint, gab es seinerzeit im Vergleich zu heute doch kaum Autobahnen in Slowenien bzw. in Jugoslawien allgemein, anders als in Österreich. Dennoch rechnete man mit einem späteren Vollausbau. So konnte man auf der österreichischen Seite noch bis ins Jahr 2018 das damals vorgefertigte Tunnelprofil für eine zukünftige Oströhre sehen, welches etwa zehn Meter in den Berg reichte, ähnlich wie z. B. beim Tauerntunnel oder Katschbergtunnel, wo ebenfalls bereits beim Bau der ersten Röhren vorgefertigte Vorportale für eine zweite Röhre errichtet und bis zum Vollausbau stehen gelassen wurden. Wer den Tunnel befährt, kann seit jeher die zahlreichen Seitenausgänge und -ausfahrten an der Ostwand des Tunnels, die sogenannten Querschläge, sehen, welche aktuell nach und nach mit dem Fortschreiten der Vortriebsarbeiten in der neuen Oströhre verbunden werden.
Bereits 1977 wurde ein Staatsvertrag zwischen Jugoslawien und Österreich unterzeichnet, welcher wegen Finanzierungsproblemen Jugoslawiens 1983 abgeändert und neu unterzeichnet wurde. Im Jahr 1985 erhielt Jugoslawien die Finanzierungszusage der Europäischen Investitionsbank. 1986 und 1987 wurde das Projekt in beiden Ländern ausgeschrieben.
Die Errichtung der Weströhre des Karawankentunnels begann mit dem Tunnelanschlag in Slowenien am 12. August 1986 bzw. in Österreich am 27. Mai 1987. Dem voraus gingen Vorbereitungsarbeiten, welche im November 1979 begannen. Am 25. März 1989 erreichte Österreich die Staatsgrenze zu Slowenien, wobei Österreich danach noch ca. achthundert Meter über die Grenze hinweg nach Slowenien bohrte, um dort entstandene Zeitverluste zu minimieren. Der historische Tunneldurchschlag erfolgte dann zwei Monate später, nämlich am 28. Mai 1989. Die Eröffnung wurde am 31. Mai 1991 gefeiert. Als kleines Kuriosum rund um die Eröffnung gilt der Diebstahl der Statue der heiligen Barbara, der Patronin der Bergleute, vom Südportal, welche bis heute nicht zurückgegeben wurde. Am 1. Juni erfolgte die Verkehrsfreigabe. Die Konstruktionsarbeiten übernahm für Österreich Swietelsky, die elektromaschinelle Installation die Firma Schrack. Für Slowenien konstruierten den Tunnel die inzwischen aufgelöste Slovenija ceste Tehnika, das 1987 in Konkurs geratene deutsche Bauunternehmen Polensky & Zöllner bzw. dessen Salzburger Zweigstelle, sowie das slowenische Bauunternehmen Gradis BP und die italienische Delma Srl. Die Inbetriebnahme der Karawanken Autobahn erfolgte vorerst mit einer Fahrspur im Juni 1991, die Fertigstellung im Juni 1992. Insgesamt 3,3 Milliarden Österreichische Schilling wurden von der Tauernautobahn AG für 4,4 Kilometer Tunnel und 16,8 Kilometer Freilandstrecke investiert (ca. 240 Millionen Euro). Der Tunnel selbst kostete 2,2 Milliarden Schilling, davon übernahm Österreich 1,2 Milliarden und Slowenien umgerechnet eine Milliarde. Vier Männer ließen bei der Errichtung des Tunnels ihr Leben, drei davon waren Kärntner. Bereits 27 Tage nach der Eröffnung wurde im slowenischen 10-Tage-Krieg im Juni 1991 der Tunnel kurzzeitig von Einheiten der Jugoslawischen Volksarmee besetzt und das Südportal des Tunnels von zwei Kampfjets beschossen, am 30. Juni jedoch wieder von Einheiten der slowenischen Territorialverteidigung ohne größere Schäden eingenommen.
Bauherr war für Österreich die Tauernautobahn AG, für Slowenien bis 1989 die Skupnost za ceste Slovenije und ab 1990 die Republiška uprava za ceste. Mit der Bauaufsicht für Österreich war gemäß Übereinkommen vom 15. Dezember 1987 das Land Kärnten (Amt der Kärntner Landesregierung) betraut. Bis zur Eröffnung des Tunnels war Jugoslawien von Nordwesten nur über Passstraßen (Wurzenpass und Loiblpass) oder durch den Eisenbahn-Karawankentunnel zu erreichen.
Die österreichische Grenzpolizeiinspektion befand sich vor dem Beitritt Sloweniens zum Schengen-Raum in Rosenbach, Gemeinde St. Jakob im Rosental.
Der Karawankentunnel war bei seiner Eröffnung 1991 der neuntlängste Tunnel in den Alpen und auf Platz 16 der längsten Tunnel der Erde. Er ist bis heute der längste Tunnel in Slowenien, wenngleich der einzige Autobahntunnel mit nur einer Röhre. Mit den Vorportalen misst er 8.019 Meter und liegt auf Platz 4 der längsten Straßentunnels in Österreich. Mit Stand Sommer 2021 haben bereits mehr als 71 Millionen Fahrzeuge den Tunnel genutzt.

## Technische Informationen

### Abmessungen
Von der Weströhre liegen 3.450 Meter auf slowenischem und 4.414 Meter auf österreichischem Staatsgebiet. Das Nordportal liegt 655,30 m ü. A., der Scheitelpunkt bei 673,61 m ü. A. und das Südportal bei 620,68 m ü. A. Die Tunnelgradiente i.e. die Steigung beträgt vom Nordportal bis zum Scheitelpunkt bei Kilometer 3,88 + 0,5 % und ab dort bis zum Südportal −1,35 %. Die höchste Überlagerung des Tunnels beträgt 1100 m.

### Profil
Das Tunnelprofil hat einen kreisförmigen Querschnitt. Das Lichtraumprofil misst 4,7 m Höhe bei einer Fahrbahnbreite von 7,5 m bzw. 2 × 3,75 m, sowie beidseitig erhöhten Gehsteigen von 1 Meter Breite. Der Ausbruchsquerschnitt beträgt ohne Sohlgewölbe 89 m² und mit Sohlgewölbe 100 m². Die Lüftungsquerschnitte beziehungsweise die Lüftungsanlagen verlaufen oberhalb des Fahrraums in der durch eine Zwischendecke abgegrenzten Kalotte des Tunnels. Diese wird durch eine in der Mitte liegende Trennwand in einen Zuluftkanal (⌀ 10 m²) und einen Abluftkanal (⌀ 8 m²) unterteilt.

### Lüftungssystem
Der Tunnel verfügt über eine sogenannte Voll-Querlüftung, die teuerste und zugleich sicherste Lösung bei Straßentunnels, kombiniert mit einer Längslüftung in der Mitte des Tunnels. Diese Lösung enthält zwei Lüftungszentralen an den Tunnelportalen, auch Portalzentralen genannt. Zuluft und Abluft werden hierbei oberhalb des Fahrraums in zwei nebeneinander laufenden Kanälen geführt. Die Zuluft gelangt oberhalb der Ostwand des Tunnels über 27 × 42 cm große Lüftungsschlitze im Abstand von sieben Metern in den Fahrraum. Die Abluft hingegen wird im Abstand von 14 Metern über 35 × 80 cm große Öffnungen, welche sich über der westlich gelegenen Fahrbahnseite befinden, abgesaugt und durch die Längslüftung in der Mitte des Tunnels zu den Portalen gedrückt.
Zu- und Abluft werden im Normalbetrieb getrennt geregelt, wobei die Zuluft auf Basis der CO-Konzentration bzw. der Sichttrübung und die Abluft nach der Luftgeschwindigkeit im Tunnel selbst bestimmt wird. Der Grenzwert für Kohlenmonoxid beträgt hierbei 250 ppm und die minimale Haltesichtweite 100 Meter. Die maximal zulässige Luftgeschwindigkeit im Tunnel beträgt 8 m/s.
In der neuen Oströhre gibt es keinen getrennten Zuluft- und Abluft-Kanal, also keine Voll-Querlüftung, über dem Fahrraum. Hier setzt man inzwischen auf eine heute allgemein übliche Lösung, nämlich eine reine Absauganlage, eine sogenannte Halb-Querlüftung. Die Luft wird über Absaugeinlässe in der Zwischendecke über die gesamte Tunnellänge hinweg nur noch abgesaugt. Hierfür wird der gesamte Raum oberhalb der Zwischendecke mit einem Lichtmaß von 3 × 4 Metern genutzt. Durch den Unterdruck wird Frischluft über die Portale an den Enden des Tunnels angesaugt. Beide Systeme haben die Möglichkeit, punktuell Rauch abzusaugen, falls ein Brand entstehen sollte.

### Nicht umgesetzte Konzepte
Das bis 2007 existierende Schweizer Unternehmen Motor-Columbus entwarf vor dem Bau des Karawankentunnels in einer Vorstudie für die Bauherren ein Lüftungskonzept, welches zwei zusätzliche Lüftungsschächte im Tunnelinneren enthalten hätte. Die vom Tunnel senkrecht zur Oberfläche des Berges verlaufenden Schächte hätten den Tunnel gemeinsam mit den Portallüftungen in 4 Lüftungsabschnitte unterteilt. Am unteren Ende dieser Lüftungsschächte hätten sogenannte Kavernenzentralen eingebaut werden sollen. Diese wären seitlich mit dem Tunnel verbunden gewesen und hätten neben den Lüftungsanschlüssen auch Elektromaschinelle Einrichtungen etc. beheimatet. Dieses Konzept wurde aus Kostengründen und wegen mangelnder Notwendigkeit bei dieser Tunnellänge nicht umgesetzt. Selbst die Leistung der schlussendlich eingebauten Voll-Querlüftung in der alten Weströhre wäre bei diesem Tunnel nicht notwendig gewesen und wird wie oben erwähnt auch nicht mehr in der neuen Oströhre verbaut. Aktuell wird evaluiert, ob die Weströhre während ihrer Sanierung das gleiche System erhalten soll wie die neue Oströhre.

### Energieversorgung
5600 kVA verbraucht die Weströhre aktuell. Der Strom hierfür wird aus den 20 kV-Netzen der Kärntner Elektrizitätsgesellschaft KELAG, und in Slowenien aus dem Netz der Elektro Gorenjska betrieben. Sollte ein Netz ausfallen, kann das andere die Arbeit alleine übernehmen. Im Tunnel sind alle 12 Meter Leuchten an der Decke montiert, zu Beginn noch Natriumdampflampen, später LED-Leuchtmittel.

## Geologie

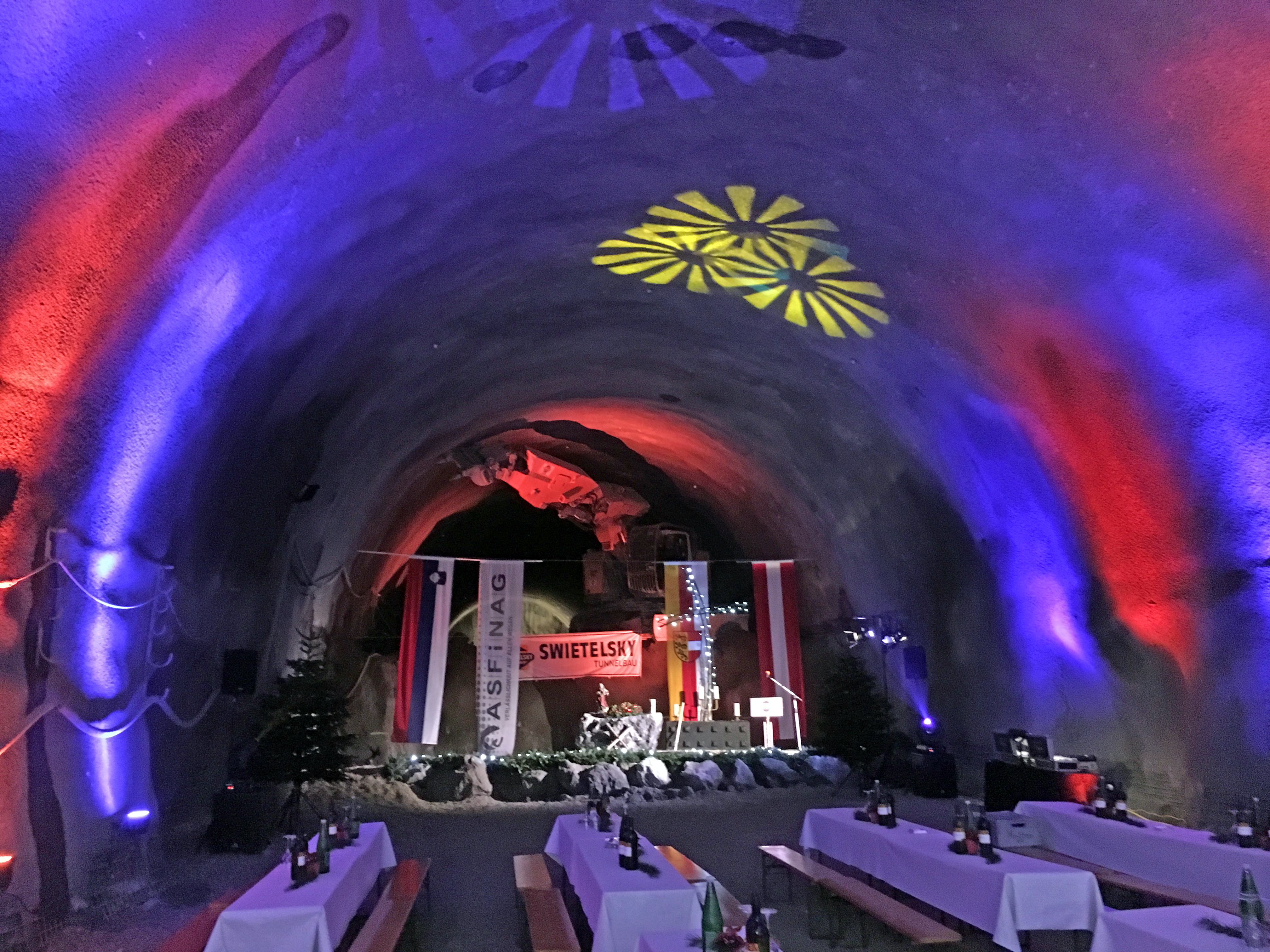
Barbarafeier Dezember 2018

### Überblick
Der Karawankentunnel durchquert im Wesentlichen Formationen der Werfener Schichten, Dolomite und Kalke der Trias sowie Tonschiefer, Konglomerate und Sandsteine des Hochwipfelflysch. Das Gebirgsmassiv ist durch junge Bruchtektonik stark in Längs- und Querrichtung zerstückelt. Es bestehen vertikale Versetzungsbeträge von mehreren hundert Metern. Der tektonisch besonders stark beanspruchte slowenische Südabschnitt hat stark wechselnde Verhältnisse, davon lange Strecken in schwieriger Geologie.

### Historische Herausforderungen
In der historischen Baudokumentation des in der Nähe befindlichen Eisenbahntunnels (1901–1906) hieß es bereits, dass die durch die Bewegung des Gebirges verursachten Deformationen des Tunnels dazu führten, dass sich ein Bohrwagen schon vier Stunden nach Eröffnung eines neuen Abschnitts nicht mehr durch diesen bewegen konnte, da er vom Gebirge eingeklemmt worden war. Das damalige Firstgewölbe bestand aus massiven Steinquadern, welche der Gebirgsdruck so stark zerstörte, dass der Eisenbahntunnel auf einer Strecke von fünfhundert Metern rekonstruiert werden musste.

### Hindernisse beim Bau der ersten Tunnelröhre
Bei der Konstruktion der Weströhre ab 1986 zeigten sich in erster Linie auf slowenischer Seite viele Probleme, welche bereits durch den Bau des Eisenbahntunnels bekannt waren. So gab es bereits nach siebenhundert Metern Vortrieb von der Südseite einen Wassereinbruch von 100 Litern pro Sekunde, welcher zu einem einmonatigen Baustopp führte. Durch die Gebirgsbewegungen entstand bei Errichtung der Spritzbetonschale ein diagonaler Riss über den gesamten Tunnel. Schwere Schäden an Spritzbeton und Ankern waren die Folge. So kam es zu einer Kalottenkonvergenz, also zum Eindrücken bzw. Verengen der Kalotte durch Gebirgsbewegungen um bis zu 1,5 Meter vom ursprünglichen Ausgangspunkt. Dies führte zu Scherrissen und Konvergenzgeschwindigkeiten (Geschwindigkeit der Gebirgs-Deformation) von 25 cm pro Tag. Auch nachdem ausgebrochene Abschnitte mehrere Monate zur Beruhigung kamen, bewegten sich diese plötzlich ruckartig um bis zu 45 cm vom Ausgangsprofil des Tunnels. Man änderte daraufhin das sog. Übermaß des Tunnelprofils, sodass selbst nach Konvergenzen von 70–80 cm die Spritzbetonschale immer noch unbeschädigt erhalten bleiben konnte.
Durch diese lang anhaltenden und oft verspätet auftretenden Bewegungen mussten über ein Jahr nach Errichtung der eigentlichen Spritzbetonschale Nachankerungsbereiche definiert werden, wobei einzelne Abschnitte für sich schon einhundert Meter lang waren. Hier kamen bis zu drei verschiedene Ankerraster zum Einsatz.
Aus allgemeiner Sicht bezog sich das Ankerschema im Karawankentunnel auf die Ausbruchsklasse 6 von 7, die eine voreilende Sicherung verlangt, sprich die Sicherung des zukünftig auszubrechenden Bereichs durch Anker, bevor dieser eröffnet wird. Dabei kamen in der Kalotte 10–12 Anker mit einer Länge von 9 Metern bzw. sechs Stück mit einer Länge von 6 Metern und einer Haftung von ca. 250 Kilonewton (kN) zum Einsatz. Man benötigte an besonders instabilen Abschnitten im Gesamtprofil bis zu 750 Meter an Ankern pro Tunnel-Meter mit einer Haftung von bis zu 500 kN und mit einer Anker Maximallänge von bis zu 17 Metern pro Stück. Eine vom Bauunternehmen Alpine Mayreder, Kraus & Co. entwickelte Sonderkonstruktion eines nachgiebigen Ankerkopfes kam zum Einsatz. Dieser war flexibel und konnte die Bewegungen des Gebirges bis zu 20 cm kompensieren, ohne dabei zu reißen.
Das größte Hindernis beim Bau des Karawankentunnels ergab sich nach 3000 Metern Vortrieb von Süden, wobei es zu einem verheerenden Wassereinbruch von mehreren Hundert Litern pro Sekunde kam, welcher den Tunnel einen Meter hoch überflutete und 4000 Kubikmeter an Gestein in den Tunnel spülte. Die meiste Ausrüstung wurde davongespült und stark beschädigt, es kamen jedoch durch vorausschauendes Handeln im Wissen um die anstehenden Wassereinbrüche keine Personen zu Schaden.
Der Druck des Bergwassers betrug dabei bis zu 35 Bar, in manchen Drainageauslässen bis zu 70 Bar. Ein eigener Behelfstunnel musste in diesem Bereich parallel zum Straßentunnel errichtet werden, um zur nördlichen Seite der Einbruchszone gelangen und Ankerbohrungen vornehmen zu können. Die Bauarbeiten wurden allein dadurch um 2 Monate verzögert.

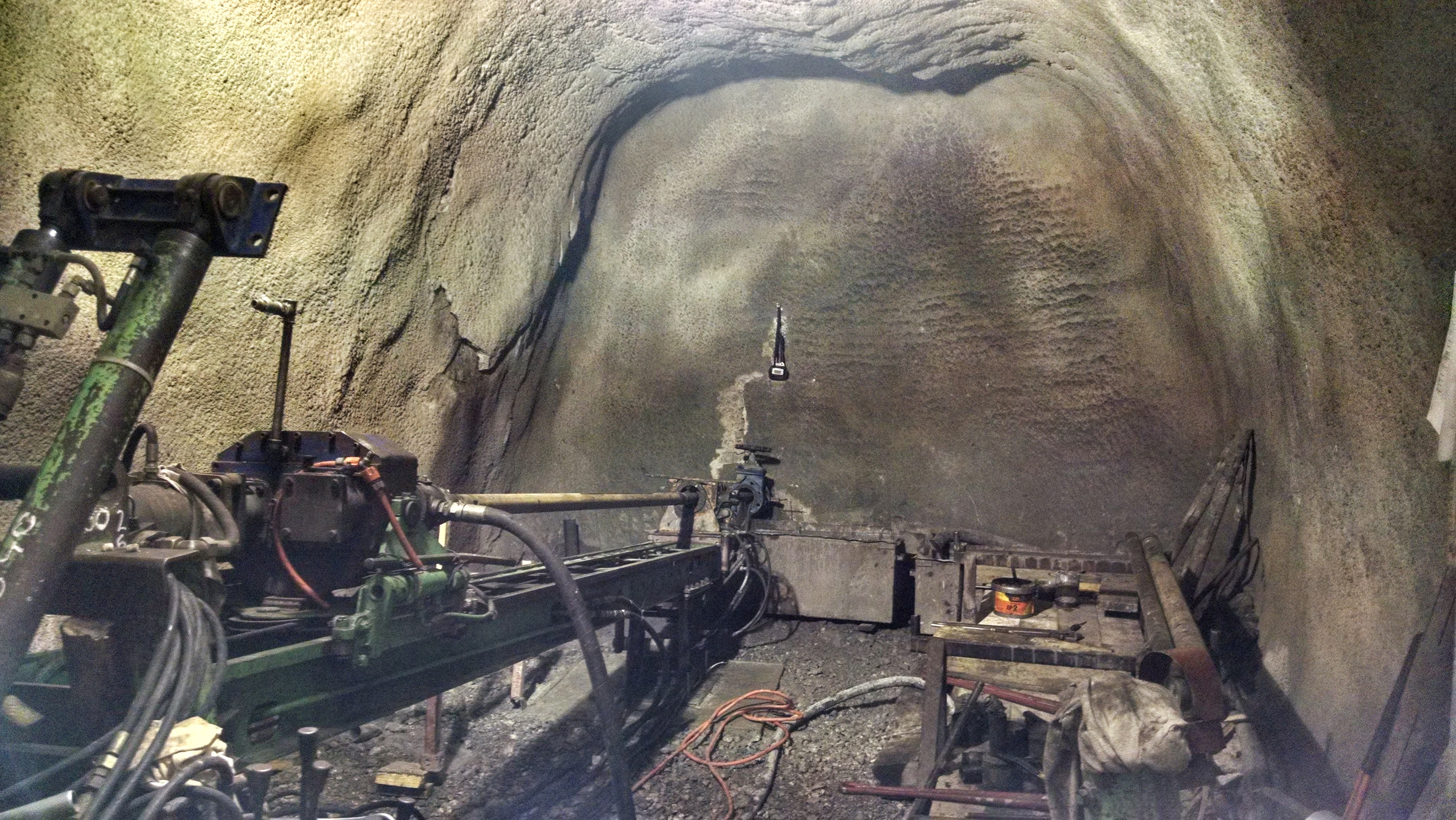
Testbohrungen Richtung Oströhre

### Situation in der Oströhre
Im Gegensatz zum Bau der ersten Tunnelröhre bietet sich für die neue Oströhre der große Vorteil an, dass die Geologie im Bereich des Tunnels gut erschlossen ist, wodurch Überraschungen vorgebeugt und die zeitliche Planung für besonders schwierige Abschnitte genau vorbereitet werden kann. Zusätzlich zu den vorhandenen Unterlagen vom Bau der ersten Röhre wurden 2015 und 2016 Probebohrungen entlang der Weströhre hin Richtung Oströhre durchgeführt. Diese führten immer wieder zur Freisetzung von eingeschlossenen Grubengasen, welche zu Verkehrsbehinderungen führten.
Bei den Vortriebsarbeiten in der neuen Oströhre hat sich gezeigt, dass die Gebirgsverhältnisse im Bereich der zweiten Röhre noch besser sind als ursprünglich angenommen. Das gilt besonders für Österreich, aber auch für Slowenien. Ein wichtiger Grund dafür dürfte sein, dass vor allem die existierende Röhre als Drainagesystem für Bergwasser und Grubengase wirkt und wirkte. So fließen in Österreich durchgängig ca. 600 Liter Wasser pro Sekunde aus dem Nordportal. Man rechnete auf österreichischer Seite mit Wassereinbrüchen von bis zu 250 Litern pro Sekunde, jedoch waren es bisher wenn überhaupt nur 40 Liter. Während es in Slowenien beim Bau der ersten Röhre nach siebenhundert Metern Vortrieb einen massiven Wassereinbruch mit einmonatigem Baustopp gab, blieb in der zweiten Röhre ein solches Ereignis an gleicher Stelle aus. So sind streckenweise deutlich höhere Vortriebsleistungen möglich als geplant.
Bei den laufenden Arbeiten in Slowenien müssen wegen hoher Methanvorkommen und allgemein instabiler Geologie stets Testbohrungen vor den eigentlichen Arbeitsschritten durchgeführt werden, was die Vortriebsleistung etwas schmälert.
Im Herbst 2023 gab die DARS bekannt, dass die zuletzt auftretende geologische Struktur einen Durchbruch im Herbst nicht zulassen würde. Im geologisch schwierigen Permakarbonbereich herrschte ein hoher Gebirgsdruck, der zu großen Verschiebungen führte und die Auskleidung des Tunnels beschädigte, so dass im August und September 200 Meter des Tunnels erneuert werden mussten.
Beim Bau der ersten Röhre traten im Bereich der Goliški Verwerfung große Wassermengen auf, welche die Arbeiten für längere Zeit stoppten. Diesmal wurde ein 50 Meter Entwässerungsbrunnen hergestellt, um das Gebiet jenseits der Verwerfung auf etwaige Wassermengen zu untersuchen.
Die Ausschreibung für die elektromaschinelle Ausrüstung wird für den gesamten Tunnel aktuell von der Asfinag alleine durchgeführt, also ohne slowenische Beteiligung, um Ausschreibungsprobleme in Slowenien zu umgehen.
Der Durchbruch erfolgte nach Verzögerungen am 18. März 2024.

## Maut

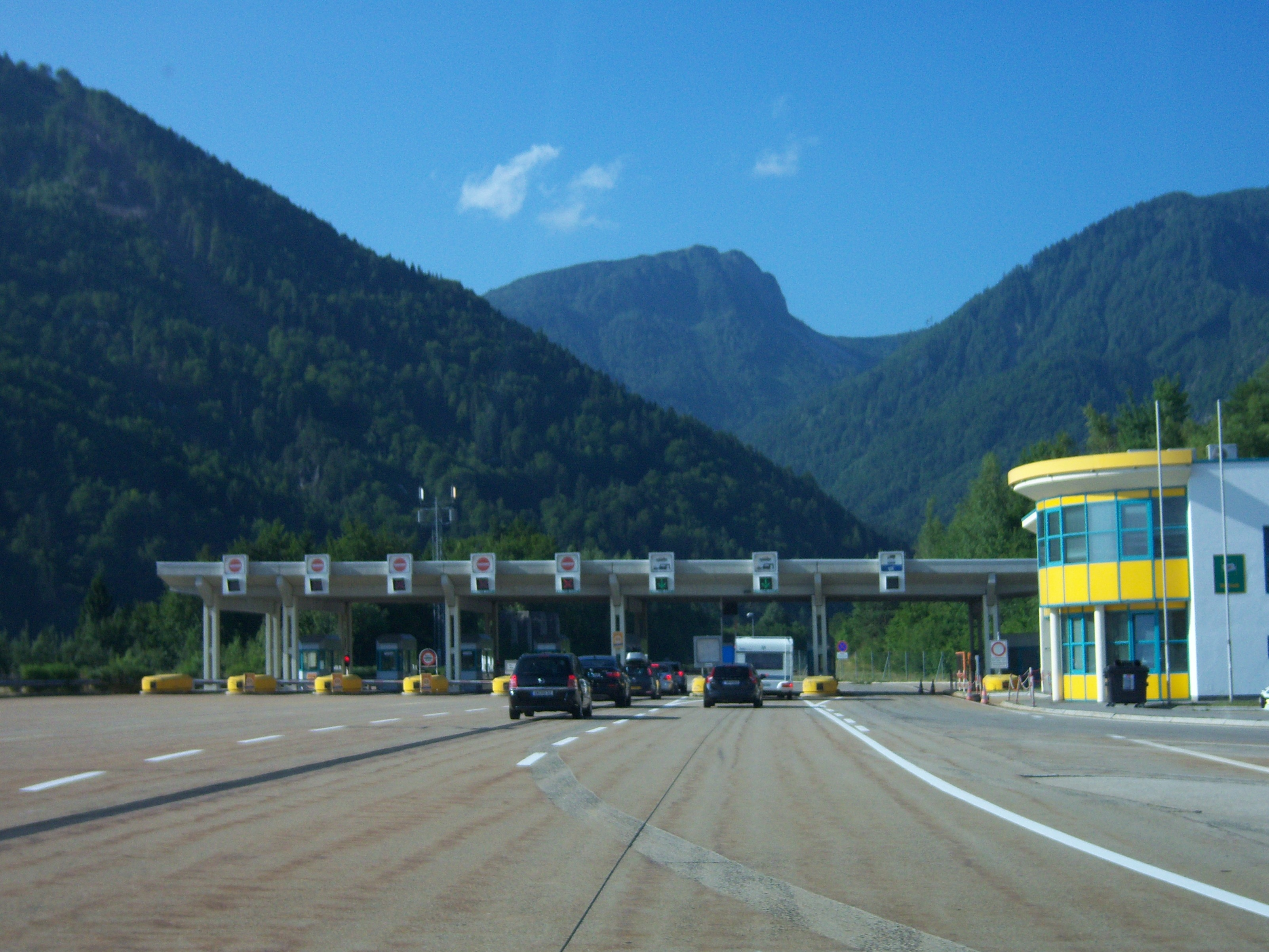
Vor dem Südportal

Für den Tunnel ist eine Sondermaut zu entrichten. Grund dafür sind die hohen Kosten von inzwischen über einer halben Milliarde Euro, welche in die ursprüngliche Erbauung, den aktuellen Vollausbau und die Erhaltung und Wartung der Tunnelanlage fließen und geflossen sind.
Der Betrag für die Pkw-Maut mit und ohne Anhänger beträgt im Jahr 2025 8,80 Euro und kann bar oder mit Kreditkarte (VISA/Mastercard) bezahlt werden. Des Weiteren kann man, unter Angabe des Kennzeichens, online die digitale Streckenmaut (früher „Videomaut“ genannt) buchen, so dass die Entrichtung der Maut vor Ort entfällt. Diese Möglichkeit besteht aber nur in Fahrrichtung Süden, in Richtung Norden muss vor Ort bezahlt werden. Grund für den Unterschied sind unterschiedliche Betreiber.
Für Vielfahrer gibt es die Möglichkeit, eine kennzeichengebundene 14-Fahrten-Monatskarte zu erwerben. Sie kostet im Jahr 2024 36,70 Euro, gilt für 14 Fahrten und ist 30 Kalendertage ab Ausstellung gültig. Nicht verbrauchte Fahrten verfallen.
Wegen der Sondermautstrecke ist der Karawankentunnel ab St. Jakob ohne österreichische Vignette befahrbar. Bis zur Ausfahrt Hrušica ist die Strecke auch laut Asfinag ohne slowenische Vignette befahrbar.
Die erste Maut für PKW kostete übrigens 200 Jugoslawische Dinare bzw. 90 Österreichische Schilling oder 16 Deutsche Mark.

## Ausweichrouten

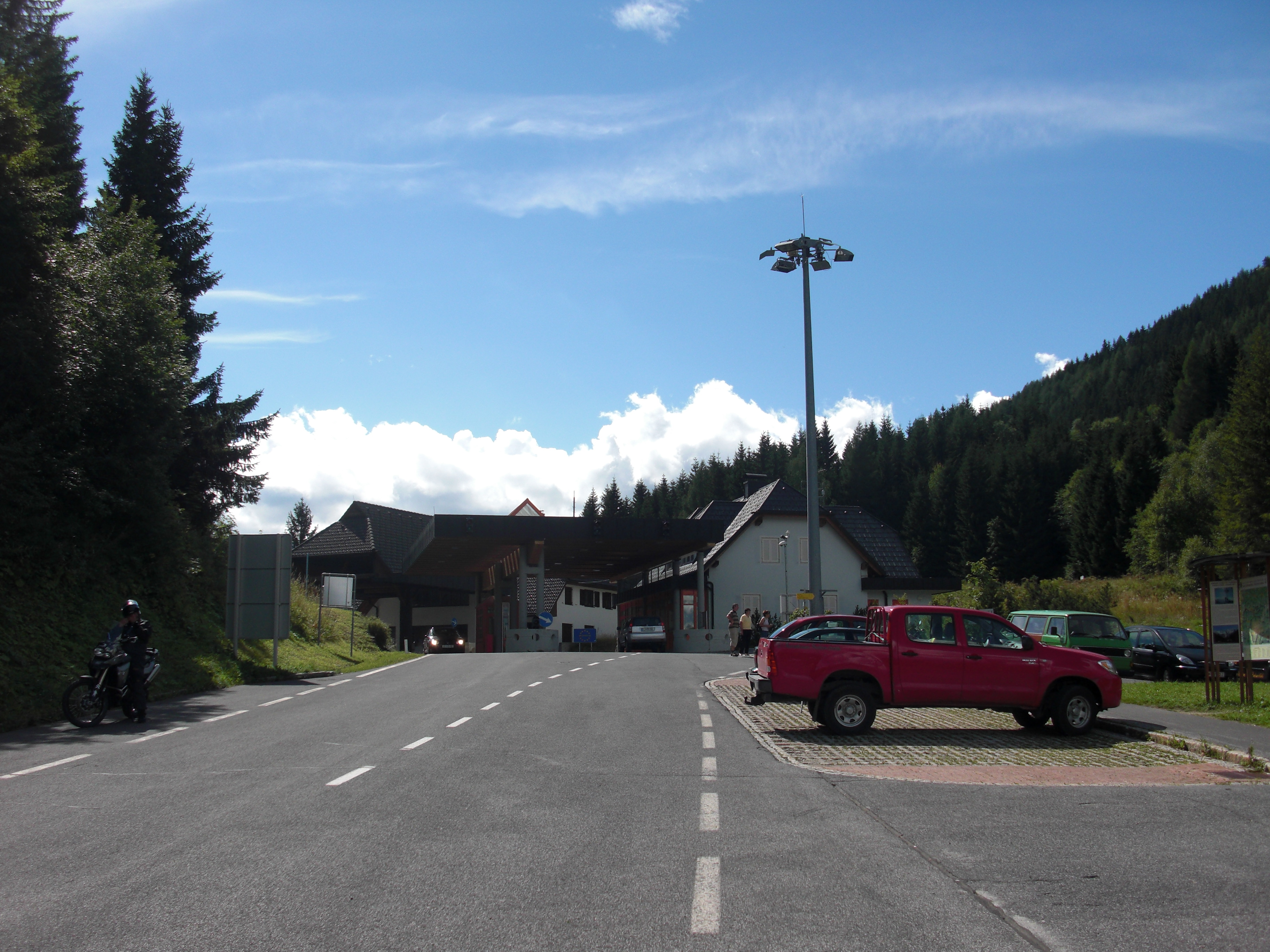
Seebergsattel

Vor allem bei Stau vor dem Tunnel bieten sich ab einer Verzögerungszeit von einer Stunde mehrere Ausweichrouten an, welche ebenfalls in rund einer Stunde zurückgelegt werden können.
Die folgenden Ausweichrouten liegen ausgehend von der Tunnelmitte im Umkreis von 40 Kilometern und führen von und zum Autobahnknoten Villach bzw. nach Jesenice und Umgebung.
Über Pass-Straßen:
- Der Seebergsattel liegt 40 km östlich des Karawankentunnels. Er hat 12 % Steigung und ist für Wohnwagengespanne geeignet und auch ganzjährig befahrbar. Diesen erreicht man aus Slowenien kommend, indem man beim Autobahnknoten Kranj Ost von der Avtocesta A2 abfährt und die slowenische Bundesstraße 210 Richtung Eisenkappel-Vellach nimmt. Auf österreichischer Seite angekommen fährt man auf der B 82 Seeberg Straße weiter ins Tal und kann von dort über die B 85 Rosental Straße an den Karawanken entlang Richtung Westen nach Sankt Jakob im Rosental (beim Nordportal Karawankentunnel) zurückfahren. Alternativ kann man, anstatt auf der B 85 Richtung Westen zu fahren, auch über die B 91 Loiblpass Straße nach Norden Richtung Klagenfurt und von dort über die Süd Autobahn A 2 zurück Richtung Villach fahren.[31]

- Der Wurzenpass 20 km westlich des Tunnels. Ganzjährig befahrbar. 18 % Steigung. Wortlaut ÖAMTC: „Große Vorsicht und Bergerfahrung notwendig, für Wohnmobile ungeeignet, für Gespanne verboten. (Anhängerverbot gilt in beiden Richtungen für alle Arten von Anhängern).“[32]

- Der Loiblpass 20 km östlich des Tunnels. 17 % Steigung. Ganzjährig befahrbar. Wortlaut ÖAMTC: „Für Gespanne verboten, Verbot für Anhänger über 750 kg sowie Lkw. Scheiteltunnel: 1.566 m lang.“[33]

Über Bundesstraße und Autobahn:
- Das Dreiländereck 30 km westlich des Karawankentunnels, welches von Österreich über eine kurze Strecke durch Italien nach Slowenien führt und bei der Kärntner Ortschaft Thörl-Maglern liegt. Dieses kann zwischen Österreich und Italien sowohl über die Autobahn A2 Südautobahn/Autostrada 23 sowie über die parallel dazu verlaufende Bundesstraße B83 Kärntner Straße/Strada Statale 13 und anschließend zwischen Italien und Slowenien ausschließlich auf der italienischen Staatsstraße Strada Statale 54 und in Slowenien auf der Bundesstraße 201/202 Richtung Jesenice befahren werden.

## Nutzungsfrequenz
Im Juni/Juli/August 2016 wurden alleine in Richtung Slowenien 160.000/322.000/303.000 Fahrzeuge gezählt. In der Summe also knapp 800.000 Fahrzeuge in drei Monaten. Im Juli 2015 waren es noch 265.000 Fahrzeuge gewesen.
Außerhalb der Reisezeit lassen sich mit Stand 2020 circa 10.000 Fahrzeuge pro Tag zählen, in den Sommermonaten mehr als 30.000 pro Tag.
Regelmäßig entstehen Staus, insbesondere an Samstagen und Sonntagen. Die Asfinag verteilte an den acht Samstagen im Juli und August 2016 insgesamt 106.000 Stück Halbliter-Kunststoffflaschen Mineralwasser und 20.000 Malbücher plus Buntstifte für Kinder an die Personen im Stau.

## Verkehrsfunk
Im Tunnel können die Sender Ö3 (Österreichischer Rundfunk, 90,4 MHz) und VAL 202 (Radio Televizija Slovenija, 98,9 MHz) empfangen werden.

## Tunnelsicherheit

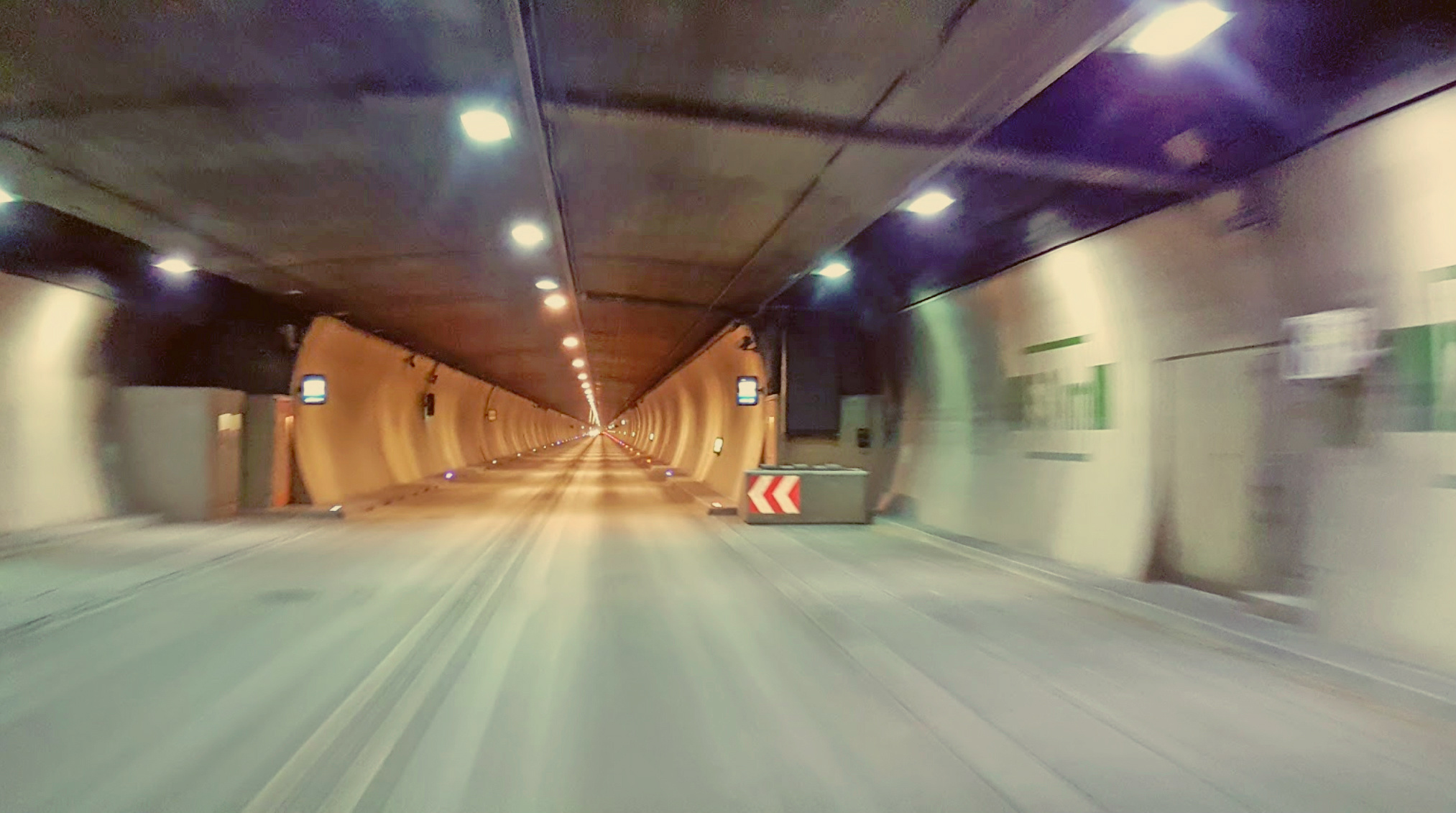
Weströhre, Richtung Süden

Im Gegenverkehrs-Tunnel gilt bis zum Betrieb mit zwei Röhren (ab Sommer 2028) ein Tempolimit von 80 km/h. Bei starkem Verkehrsaufkommen wird die Geschwindigkeit auf 50 km/h begrenzt. Die Fahrspuren sind durch eine doppelte Sperrlinie getrennt. Überholen im Tunnel ist nicht erlaubt und wird streng bestraft. So musste beispielsweise im August 2020 ein Fahrzeuglenker 700 Euro Strafe zahlen, nachdem er auf dem Weg nach Slowenien zwei Fahrzeuge im Tunnel überholt hatte.
Die Überwachung des Tunnels teilen sich beide Länder; diese wechselt im Monatsrhythmus zwischen den Verkehrs-Leitstellen in Klagenfurt, Kärnten (früher in Zauchen), und Hrušica in Slowenien.
Die ASFINAG stellt eine eigene Brandschutzeinheit mit der Bezeichnung Brandschutzgruppe Karawankentunnel, welche bei der österreichischen Mautstation stationiert ist und in Verbindung mit den Freiwilligen Feuerwehren St. Jakob im Rosental und Rosegg sofort intervenieren kann, sollte Alarm im Tunnel ausgelöst werden. Hierbei hat die Brandschutzgruppe unter der Woche tagsüber Bereitschaftsdienst, während die genannten Feuerwehren in der Nacht und an Wochenenden erhöhte Rufbereitschaft haben. Bei Einsätzen können zudem weitere Feuerwehren aus den umliegenden Katastralgemeinden von Sankt Jakob im Rosental schnell hinzugezogen werden, namentlich die Freiwillige Feuerwehr Maria Elend sowie die Freiwillige Feuerwehr Frießnitz Rosenbach, welche beide weniger als fünf Kilometer vom Nordportal stationiert sind. Weitere Unterstützung kommt im Einsatzfall von der Hauptfeuerwache Villach und von der Freiwilligen Feuerwehr Dolintschach. In Slowenien gibt es direkt neben dem Südportal des Tunnels eine eigene Betriebsfeuerwehr, diese wird bei Einsätzen von der Feuerwehr der Stadt Jesenice unterstützt. Alle genannten Feuerwehren kamen beispielsweise im Februar 2020 zum Einsatz, als ein PKW im Tunnel unter starker Rauchentwicklung in Vollbrand geriet. Verletzt wurde niemand. Der Tunnel konnte nach bereits zwei Stunden wieder geöffnet werden. Die Feuerwehren verfügen über ein spezielles Löschfahrzeug, welches auf Kosten der ASFINAG für Tunneleinsätze umgebaut wurde. Laut Österreichischem Straßentunnelsicherheitsgesetz müssen im Abstand von höchstens vier Jahren in Tunnels, die länger als 500 Meter sind, Großübungen mit allen Einsatzorganisationen stattfinden.
Der derzeit einröhrige Tunnel verfügt aktuell neben 5 redundanten Tunnel-Steuergeräten und Servern über 48 Notrufeinrichtungen im Tunnel, 24 Verkehrsampeln, 18 elektronische Infotafeln und 20.000 Systemdatenpunkte. 2013 wurde die gesamte Leittechnikanlage sowie Teile der Elektromaschinellen Ausrüstung an den Stand der Technik angepasst und erneuert.
Im Mai 2012 wurde bei der österreichischen Grenzstation ein Thermoportal in Betrieb genommen, welches mittels fünf 3D-Laserscannern und zwei Infrarotkameras heiße Bremsen an Lkw und Bussen über 7,5 Tonnen erkennt und die betroffenen Fahrzeuge per Ampelschaltung am Einfahren in den Tunnel hindert, um möglicher Brandentstehung vorzubeugen. Im ersten Jahr wurden etwa 300 Lkw und Busse deshalb gestoppt. Das Thermoportal mit Technik des Unternehmens Sick war die erste solche Anlage in Europa und wurde – ohne gesetzlichen Auftrag – von der ASFINAG zur Förderung der Sicherheit errichtet. Eine Jury um das Thema Gefahrguttransport hat der Anlage den Deutschen Innovationspreis zugesprochen.
Im Herbst 2013 wurde für das Video-System eine Ereignis-Erkennung nachgerüstet, welche aufsteigenden Rauch oder Verkehrsstaus frühzeitig erkennen und rechtzeitig Alarm schlagen soll.
Im Jahr 2014 wurde die Lüftungsanlage für 7,5 Millionen Euro erneuert, wodurch die Luftqualität im Tunnel deutlich verbessert wurde, sodass Fahrverbote für Schwerfahrzeuge aufgrund schlechter Luft heute nicht mehr notwendig sind. So kann man beim Befahren des Tunnels im Gegensatz zu früher eine durchgehende Zwischendecke sehen, hinter welcher sich das Lüftungssystem verbirgt. Diese Tunneldecke war in der Mitte des Tunnels im Bereich der oben erwähnten Längslüftung nicht vorhanden. Frei hängende Axialventilatoren erzeugten dort einen entsprechenden Geräuschpegel.
Um bei starkem Verkehr die Anzahl der Schwerfahrzeuge über 7,5 Tonnen im Tunnel besser steuern zu können, gibt es in Slowenien und Österreich eine Dosieranlage, welche gewährleistet, dass sich im Tunnel zur selben Zeit maximal 6 Lkw oder Busse pro Fahrtrichtung befinden können. Zwischen Schwerfahrzeugen über 7,5 Tonnen gibt es somit einen zeitlichen Mindestabstand von einer Minute.

## Vollausbau und Generalsanierung 2018–2028

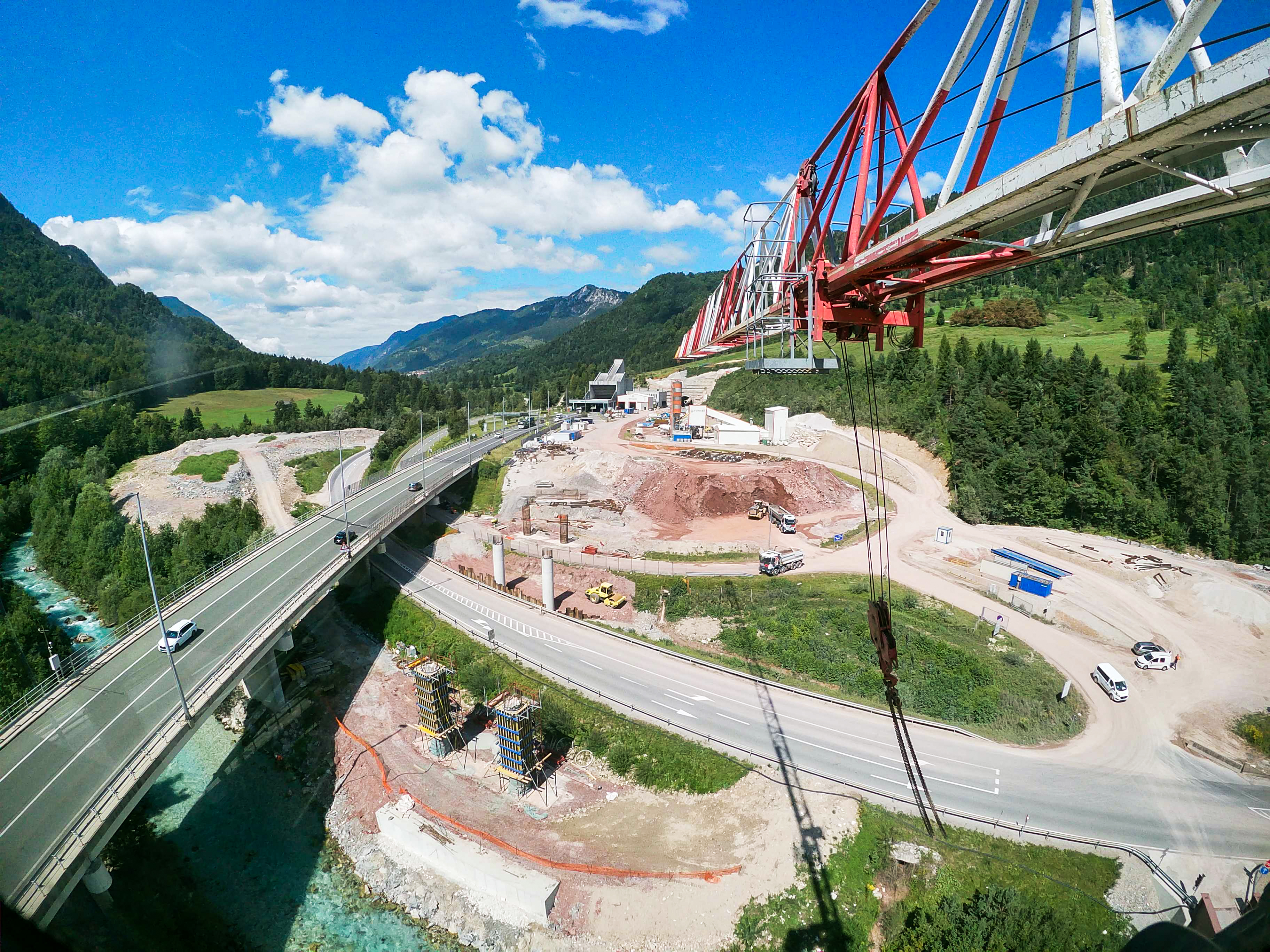
Brückenkonstruktion Südportal 2021

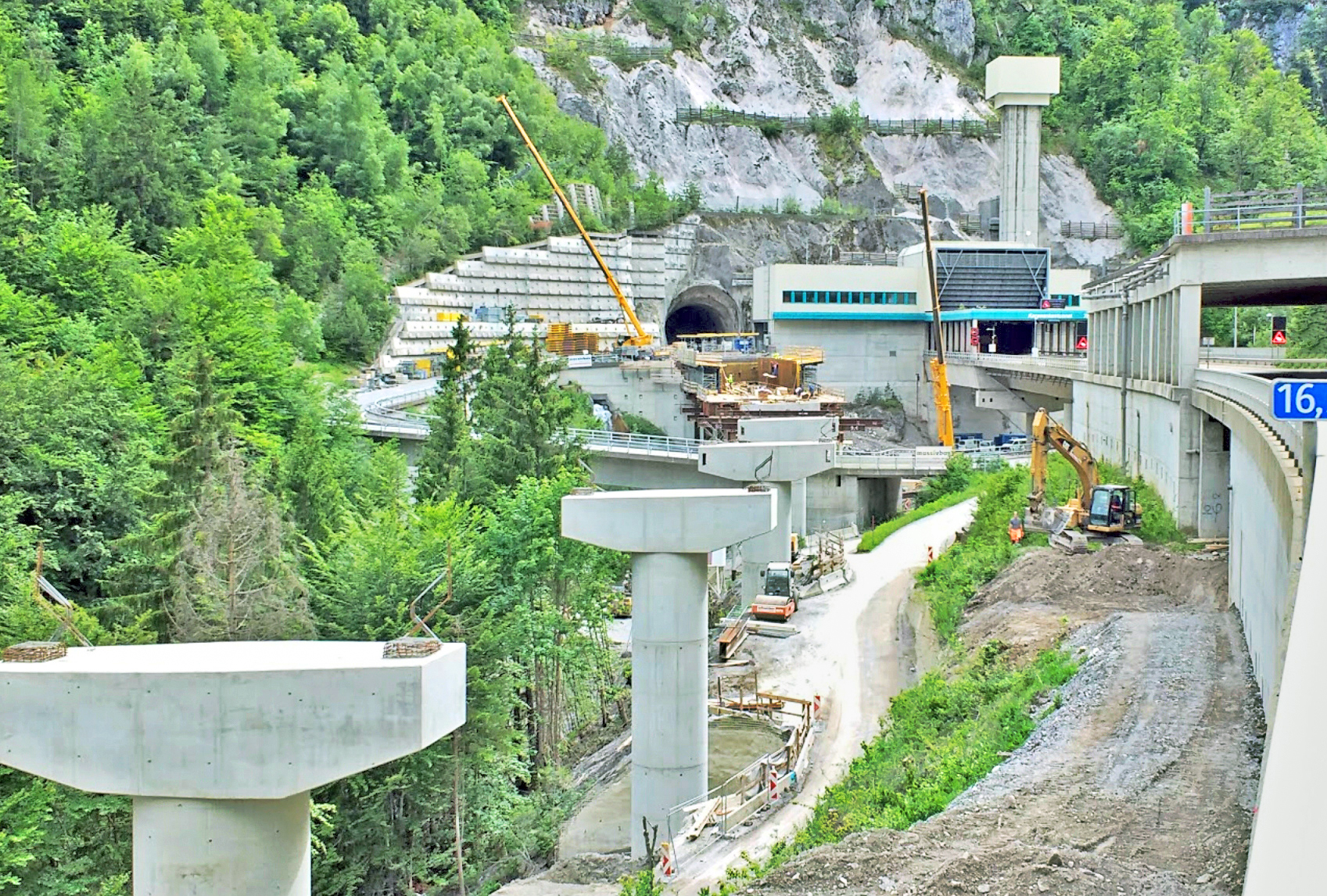
Brückenkonstruktion Nordportal 2016

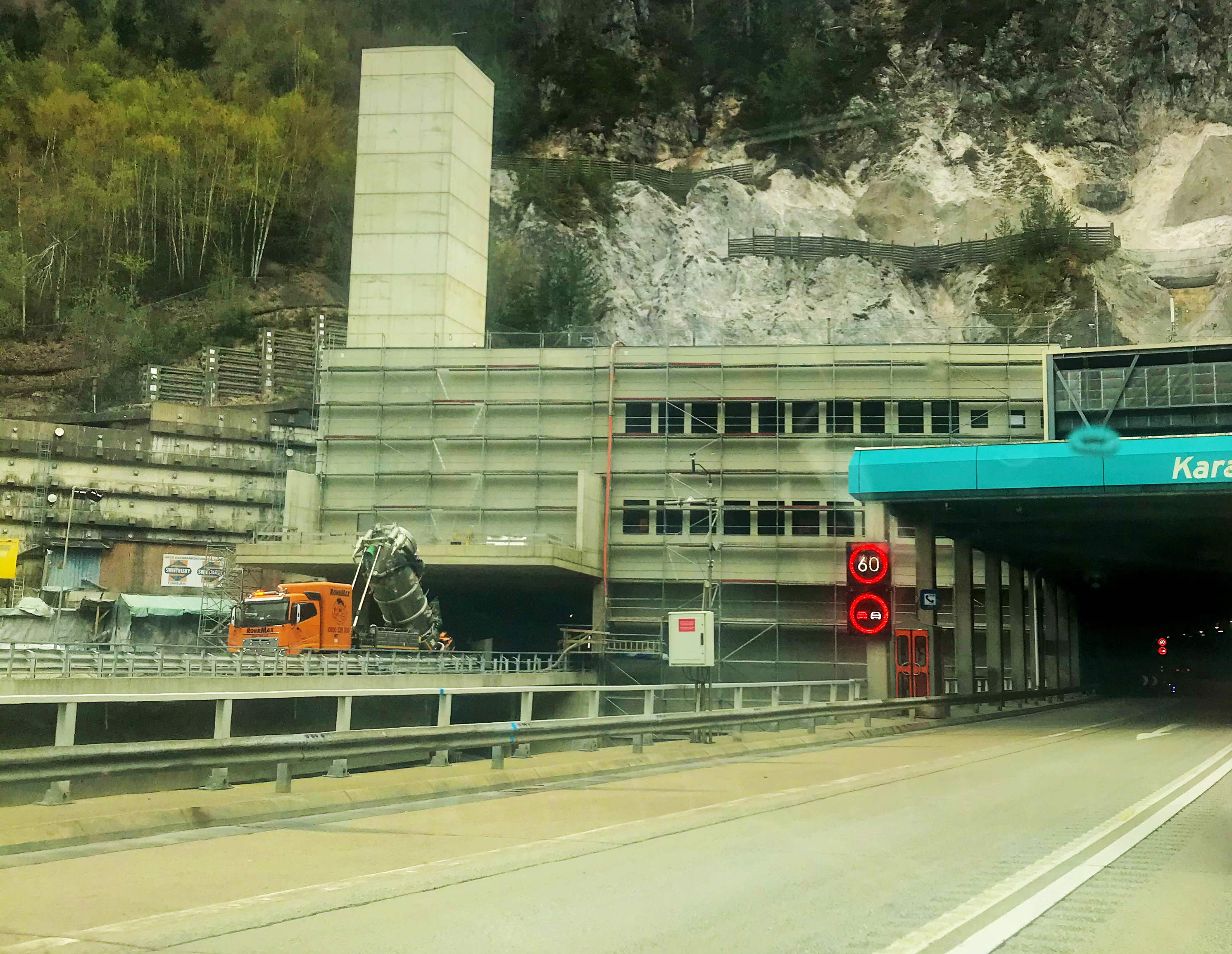
Konstruktion Nordportal, April 2022

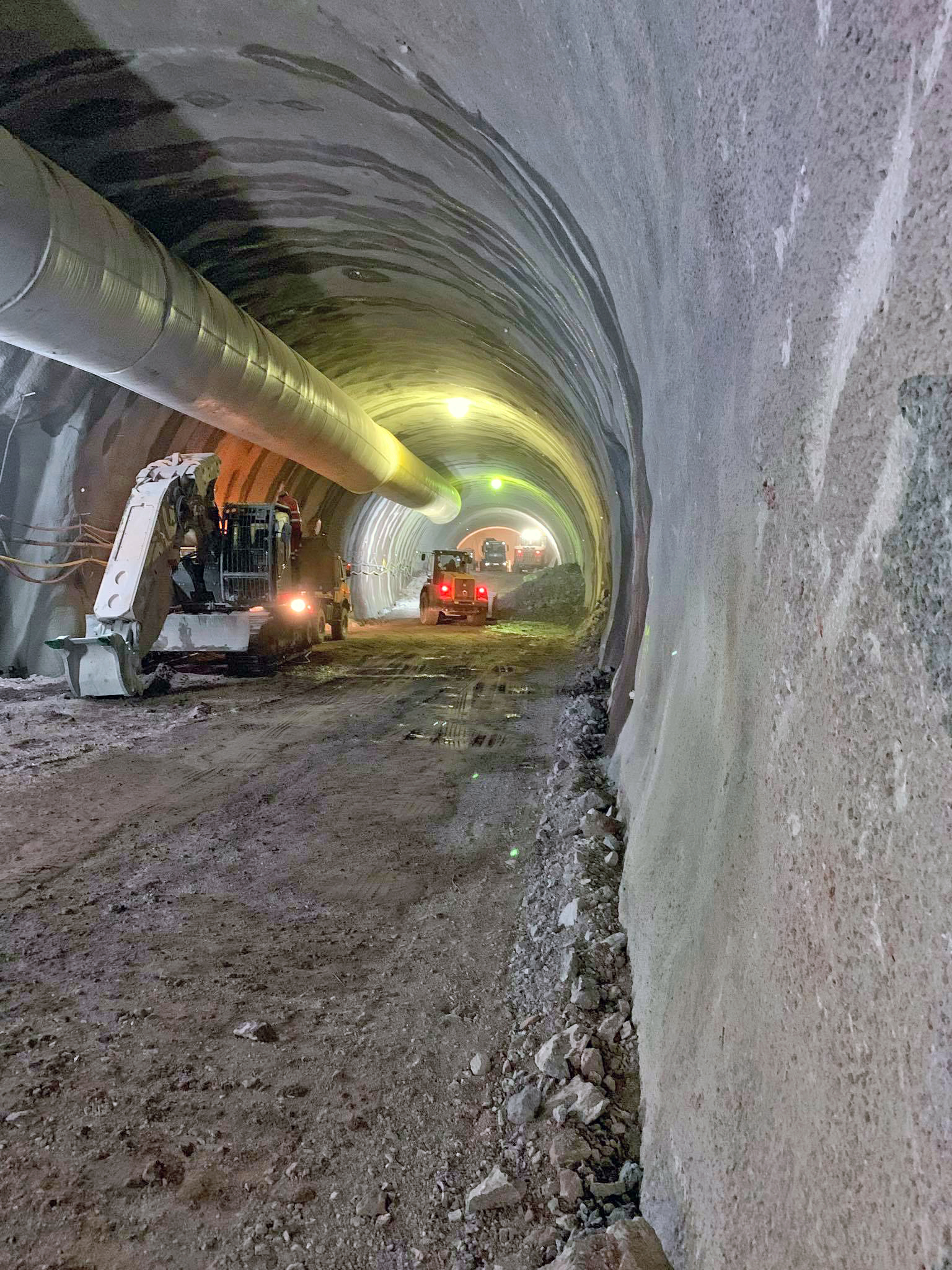
Vortrieb Österreich November 2018

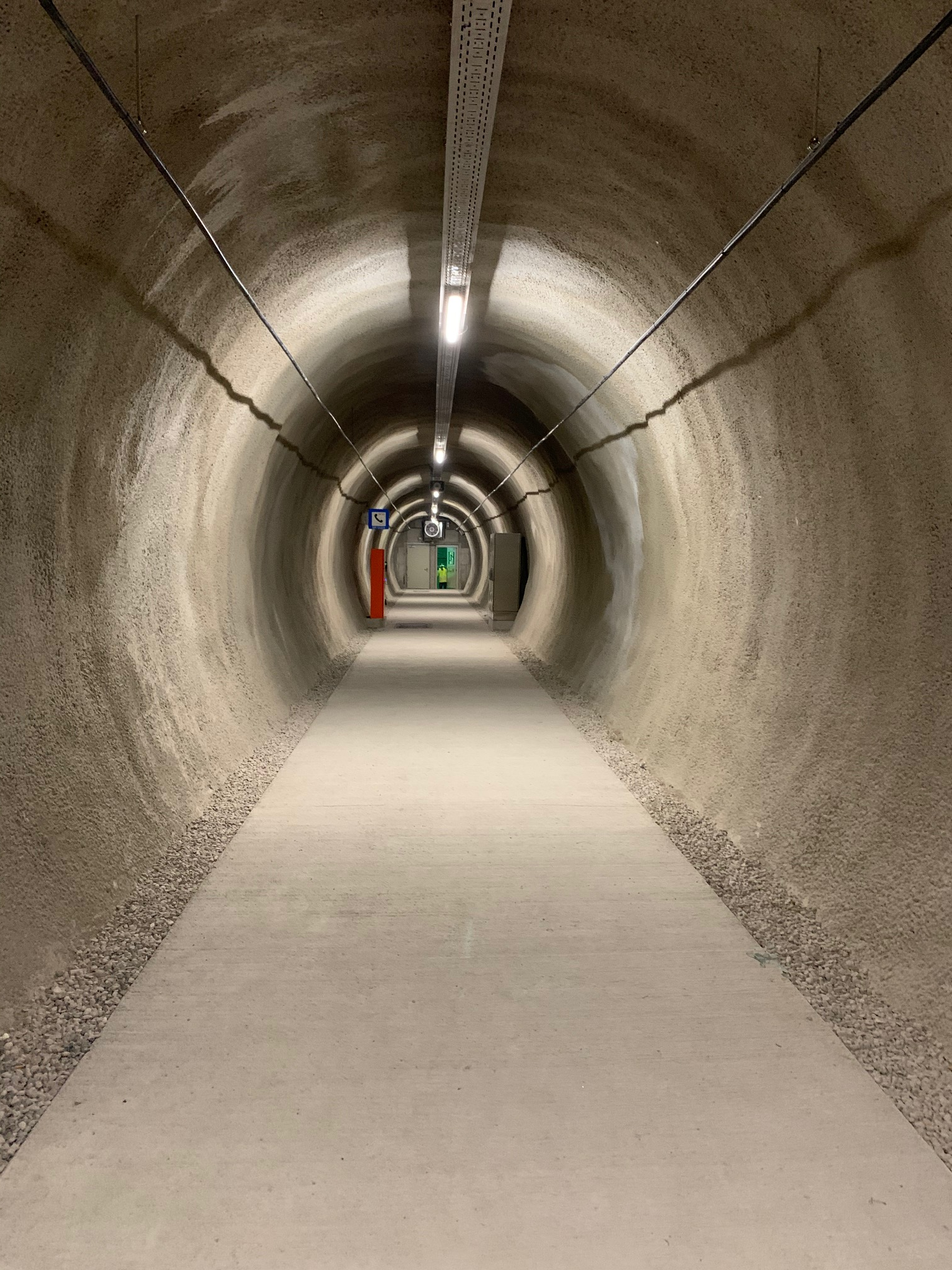
Einer der 26 neuen Fluchtstollen

### Letzter Stand
Österreich hat seinen Teil im Tunnelvortrieb am 23. September 2021 mit Erreichen der slowenischen Staatsgrenze erfolgreich abgeschlossen. Von Juli 2020 bis August 2022 wurde im Parallelbetrieb mit Hilfe eines Tunnelschalwagens vom Nordportal weg die finale Innenschalung nachgezogen.
Slowenien hat seinen Teil im Tunnelvortrieb am 5. März 2024 mit Erreichen der österreichischen Staatsgrenze abgeschlossen. Seit 7. November 2022 wird im Parallelbetrieb die Innenschale betoniert, welche voraussichtlich Ende November bzw. Anfang Dezember 2024 hergestellt sein soll. Zum Tunnel kommt eine 100 m lange Galerie hinzu, sodass die Gesamtbaustrecke 3.546 m beträgt. Der Tunneldurchschlag an der Grenze von Österreich zu Slowenien sollte vor den Ausschreibungsproblemen ursprünglich Mitte des Jahres 2022 erfolgen.
Der ursprüngliche Start der Vortriebsarbeiten wäre für Slowenien gleichzeitig mit Österreich der 18. September 2018 gewesen. Dieser verzögerte sich wegen Problemen bei der Ausschreibung. Der offizielle Vortrieb begann in Slowenien daher erst am 26. August 2020. Die Freigabe der zweiten Röhre wurde daher zuerst von Februar 2024 auf Juni 2025 verschoben und im Herbst 2023 wegen geänderter geologischer Verhältnisse auf den Herbst 2025 korrigiert. Die Gesamtfertigstellung beider Röhren verschiebt sich mit Stand Januar 2024 von ursprünglich 2026 auf Sommer 2028.

### Ausgangssituation
Im Jahr 2004 erließ das Europäische Parlament eine Richtlinie mit der Bezeichnung „Mindestanforderungen für die Sicherheit von Tunneln im transeuropäischen Straßennetz“ (Richtlinie 2004/54/EG), welche im Speziellen für den Karawankentunnel die Notwendigkeit der Errichtung eines Fluchtstollens bis zum Jahr 2019 bedeutete. Daher wurde 2006 eine Studie in Auftrag gegeben, welche prüfen sollte, ob statt der Errichtung eines einfachen Fluchtstollens der Bau einer zweiten Röhre sinnvoll wäre. Nach Evaluierung dieser Studie kündigte die ASFINAG im März 2015 den zweiröhrigen Vollausbau an.

### Brückenkonstruktion am Nordportal
Als Vorleistung wurde von September 2015 bis Oktober 2017 auf österreichischer Seite eine 350 Meter lange Autobahnbrücke hin zum neuen Ostportal errichtet sowie eine 14 Meter hohe Stützmauer zur Hangbefestigung. Die fertige Brücke wurde abschließend durch Errichtung einer 250 Meter langen Verbindung zur bestehenden Autobahn Richtung Mautstation angebunden.

### Projektdetails
Die Auswahl ging für Österreich mit einem Gebot in der Höhe von 89,9 Millionen Euro ohne Einsprüche von anderen Anbietern an die aus sieben Angeboten gewählte Swietelsky Tunnelbau GmbH, welche auch den ersten Tunnel für Österreich errichtet hatte.
Das Projekt wurde von der Europäischen Union im Zuge des Connecting Europe Facility (CEF) Programmes in der Planungsphase mit 3,35 Millionen Euro gefördert. Für die Bauphase gibt es einen unterzeichneten Förderungsvertrag mit einer maximalen Förderhöhe von 9,4 Millionen Euro. Die DARS erhielt einen Kreditvertrag in der Höhe von 90 Millionen Euro von der Europäischen Investitionsbank (EIB), die ASFINAG einen in der Höhe von 95 Millionen Euro. Diese Beträge sind vom Europäischen Fonds für strategische Investitionen (EFSI) abgesichert. Da der Tunnel Teil des transeuropäischen Verkehrsnetzes (TEN) ist, besteht hier besonderes Interesse von Seiten der EU, das Projekt zu fördern. Das Darlehen wird zur Hälfte für die neue Oströhre verwendet, zur anderen Hälfte für die Sanierung der alten Weströhre.
Am 18. September 2018 fand der feierliche Tunnelanschlag am Nordportal in Österreich statt. Der Vortrieb fand, bezogen auf die österreichische Seite des Tunnels, im Rhythmus von durchgehend 7 Tagen die Woche und durchgehend 24 Stunden pro Tag, statt. Dies in 3 Schichten zu je 8 Stunden. Während des Vortriebs arbeiteten auf österreichischer Seite bis zu 100 Mineure und Bauarbeiter. Unterbrochen wurden die Arbeiten nur zu Ostern, nämlich 3 Tage und 14 Tage an Weihnachten. In der Kalotte wurden zwischen 5 und 6 Abschläge (Sprengungen) pro Arbeitstag durchgeführt. Je nach Abschlagstiefe entspricht dies im Schnitt ca. 7 Metern pro Tag. Nach Abschluss der Arbeiten an der Kalotte wurde die Strosse mit ebenfalls 5 bis 6 Abschlägen pro Tag, jedoch mit doppelter Abschlagstiefe, sprich ca. 14 Metern pro Tag aufgefahren. Im Anschluss wurde die Sohle mit einer Geschwindigkeit von 15 bis 20 Metern pro Tag nachgezogen.
Die Vorbereitungsarbeiten in Slowenien begannen nach einer Verzögerung von gut eineinhalb Jahren in der ersten Märzwoche 2020. Von März bis August 2020 wurden Arbeiten am Gelände rund um das Südportal durchgeführt, wie beispielsweise Befestigungsarbeiten am Berghang, die Errichtung eines Betonwerks, einer Arbeitersiedlung etc. Im Zuge dessen wurden auch einige hundert Quadratmeter an Baumbestand oberhalb und östlich des Tunnelportals abgeholzt.
Der Innenausbau startete in Österreich parallel im Sommer 2020 vom Nordportal weg mit der Errichtung der Tunnelinnenschale. Die Innenschale wurde um August 2020 fertiggstellt. Seither läuft die Ausstattung mit Sicherheitseinrichtungen bis Sommer bzw. Herbst 2025 und darauf die Freigabe der neuen Oströhre.
Für die Sanierung der alten Weströhre ab Sommer 2025 wird wieder eine eigene Ausschreibung durchgeführt werden.
Die Errichtung der neuen Oströhre erfolgte nach Neuer Österreichischer Tunnelbaumethode. Die Tunnellänge beträgt gesamt 7.948 Meter, davon liegen in Österreich 4.402 Meter und in Slowenien 3.546 Meter. Bis zum Abschluss des Tunnelvortriebs wurden in Summe ca. 2,6 Millionen Tonnen, das sind mehr als 90.000 LKW-Fuhren bzw. 428.000 Kubikmeter an Gestein auf beiden Seiten ausgebrochen. Das entspricht 171 olympischen Pools. Bis zu eine halbe Million Tonnen an Beton nimmt die Konstruktion in Anspruch (vgl. siehe Tauerntunnel Oströhre mit 400.000 Tonnen). Für das Gewölbe werden auf 8 Kilometer ca. 195.000 Tonnen an Zement und Bindemittel gebraucht. Das entspricht 78 olympischen Pools. Es werden Anker mit einer aufsummierten Länge von ca. 359.000 Metern eingebaut. Das Gewicht des Stahls entspricht dem des Eiffelturms. Das Gesamtgewicht der Baumaterialien entspricht etwa 300 vollbeladenen Airbus A380 Flugzeugen.
Beim Bau des Karawankentunnels kommt auch das neuartige Building Information Modeling (BIM) zum Einsatz. Dieses stellt das gesamte Bauwerk in einem digitalen 3D-Modell dar.
Die Gesamtkosten für Österreich, sprich die Kosten für die Planung, Errichtung und Verkehrsanbindung der neuen Oströhre inklusive aller dazugehörigen baulichen Maßnahmen und der Sanierung der Bestandsröhre, werden laut ASFINAG für Österreich ca. 192 Millionen Euro betragen (168 Millionen für den Tunnel selbst), für Slowenien werden sich die Kosten laut der Betreibergesellschaft DARS auf etwa 150 Millionen Euro belaufen. Die reinen Kosten für den Tunnelneubau werden sich für ASFINAG und DARS auf 320 Millionen Euro belaufen.

### Sanierung Weströhre
Nach Fertigstellung der neuen Oströhre im Sommer 2025 wird die bestehende Weströhre, wie auch vor wenigen Jahren beim Vollausbau des Katschberg- und Tauerntunnels, direkt im Anschluss geschlossen und für knapp 2 Jahre saniert. Die Sanierungsarbeiten werden aufgrund des vergleichsweise schlechteren Tunnelzustands auf slowenischer Seite besonders tiefgreifend und daher mit besonderem Zeitaufwand verbunden sein. Im Sommer 2028 sollen alle zwei Tunnelröhren in Vollbetrieb gehen.
Verkehrstechnisch ist daher bis zur Gesamtfreigabe beider Tunnelröhren im Sommer 2028 nur die Bestandsröhre bzw. während der Sanierung selbiger nur die neue Oströhre befahrbar, sodass im Tunnel noch Gegenverkehr besteht und ein dauerndes Tempolimit gilt.

### Technische Neuerungen
Da es vor der Konstruktion der neuen Oströhre keine Fluchtmöglichkeiten gab, bringt die Errichtung selbiger zentrale sicherheitstechnische Neuerungen, insbesondere 26 begehbare Querschläge, welche ca. alle 350 Meter beide Röhren verbinden werden, sowie 8 befahrbare Querschläge. Diese Querschläge werden parallel zu den Vortriebsarbeiten errichtet, um schnellstmöglich neue Fluchtwege bereitstellen zu können.
Im Zuge der Bauarbeiten soll das Nordportal in Österreich eine neue Fassade in zeitgemäßem Design erhalten. Den ausgelobten Wettbewerb dazu gewann das Architekturbüro Hertl aus Steyr mit einem Entwurf bestehend aus einer vorgehängten, transparenten, Aluminium-Konstruktion.
Der Tunnel wird in Slowenien neben einer 100 Meter langen Galerie im gleichen Design der alten Röhre auch eine neue unterirdische Erfassung des Bergwassers und zwei Abflussrohre im südlichen Portalbereich erhalten. Neben dem eigentlichen Tunnelbau wird zwischen dem Südportal des Tunnels und der Mautstation in Hrušica die Autobahn zeitgleich auf einer Länge von 620 Metern vierspurig ausgeweitet, sodass zukünftig zwei separate Brücken zu den jeweiligen Tunnelportalen führen werden.
In der ersten Phase wird der eigentliche Tunnel und die Innenschaltung hergestellt, in der zweiten Phase dann die Tunnelelektronik installiert. Die Elektroinstallation wird eine einzige Firma für Österreich und Slowenien gemeinsam durchführen.
Nach Abschluss aller Bauarbeiten im Sommer 2028 wird der Karawankentunnel über ein neuartiges Mittelstreifenüberfahrt-Leitsystem (MÜLS) verfügen.
Dieses kann im Fall einer Störung (z. B.: bei einem Unfall) vor den Tunnelportalen befindliche, bewegliche Betonleitwände von selbst steuern und so die Fahrbahnen und den darauf befindlichen Verkehr in die ein oder andere Röhre umleiten und diese gleichzeitig auf Gegenverkehrsbetrieb umstellen. Somit kann die gesamte Verkehrsführung durch den Tunnel im Fall des Falles innerhalb kürzester Zeit umgestellt werden.
Noch vor der Fertigstellung der neuen Oströhre im Sommer 2025 soll zusätzlich bereits 2023 der Autobahnknoten Villach baulich adaptiert werden. Dieser verbindet die Karawankenautobahn mit der A2 und der A10, allerdings nur mit einer Fahrspur in jede Fahrtrichtung. Hier sind entsprechende Maßnahmen in Planung damit der Verkehrsfluss zukünftig nicht behindert wird.
Während der Errichtung der neuen Oströhre testet die Firma Swietelsky zusammen mit SKIDATA ein Personenerkennungssystem, welches die Zahl der Arbeiter im Tunnel in Echtzeit mitverfolgen soll. Grund dafür ist eine neue Vorschrift der österreichischen Arbeitsinspektion, nach welcher z. B. im Falle eines Brandes sichergestellt sein muss, dass alle Personen den Tunnel verlassen haben.
Die Sicherheit der Arbeiter wird unter anderem mit Geräten des Unternehmens RK Safetec, einer Tochter der Rhomberg Gruppe sichergestellt.
Für die Tunnelelektronik in Österreich ist Automated Systems zuständig.

### Vergabe-Streit und Korruptionsvorwürfe in Slowenien

#### Erster Vertrag der DARS mit Cengiz İnşaat
Nach Beginn der Ausschreibung für einen Konstrukteur für Slowenien im Dezember 2017 hätte die DARS Ende Juli 2018 einen globalen Großkonzern aus der Türkei, Cengiz İnşaat, mit einem Gebot in der Höhe von 89,3 Millionen Euro beauftragt. Obwohl das Angebot den EU-Normen entsprach und dieses, vor allem im Verhältnis zur österreichischen Seite, welche 900 Meter mehr Tunnel hat und 89,9 Mio. Euro kostet, preislich fundiert war, beklagten sich im August die Verlierer der Vergabe, unter anderem die slowenischen Unternehmen Kolektor CPG aus Nova Gorica und Gorenjska Gradbena aus Oberkrain über die Vergabe an ein ausländisches Unternehmen und versuchten, das türkische Unternehmen mit dem Vorwurf des Preisdumpings öffentlich in Misskredit zu bringen.

#### Erster Einspruch durch Mitbewerber
Nach Zurückweisung der Beschwerden durch die DARS riefen die Beschwerdeführer die nationale Überprüfungskommission DKOM an, welche die Vergabe Ende November 2018 wegen „unzulässiger Dokumente“ aufhob. Auffällig ist dabei, dass es sich hier um reine Formalitäten ohne bedeutenden Einfluss auf das schriftliche Angebot gehandelt haben soll, welche erwiesenermaßen in allen Angeboten vorhanden waren, auch in denen der slowenischen Kläger, und generell kaum vermieden hätten werden können. Manche Beobachter sahen hier den Versuch einer Intrige der lokalen Firmen gegen den ausländischen Ausschreibungs-Gewinner bzw. gegen die DARS selbst. Ebenso wurde öffentlich und nicht zum ersten Mal über Korruptions-Vorkomnisse bei der DKOM spekuliert, weshalb das slowenische Ministerium für öffentliche Verwaltung vor kurzem ein eigenes Gesetz zum Schutz der Unabhängigkeit der DKOM erließ.
Die Angebote der slowenischen Unternehmen wären nämlich deutlich höher gewesen, zwischen 15 und 20 Millionen Euro, und hätten den eher kleinen Unternehmen wichtige Einnahmen eingebracht, welche für den Großkonzern Cengiz vermutlich weniger bedeutend gewesen wären. Gleichzeitig verfügt keiner der slowenischen Beschwerdeführer über die Expertise bzw. die Ressourcen für solch ein Projekt, weshalb diese eigens Konsortien mit ausländischen Unternehmen für die Angebotserstellung gründen mussten.
Cengiz İnşaat als globaler Konzern hat hingegen neben weltweit übernommenen Projekten im Wert von 24 Milliarden USD bereits hunderte Kilometer an Eisenbahn- und Straßentunnels in Eigenregie errichtet. Nach Bewertung der Situation gab die DARS Mitte Februar 2019 bekannt, das ursprüngliche Vergabeverfahren zu beenden und die Angebote aller Bewerber wegen der besagten formalen Unzulässigkeiten in sämtlichen Angeboten abzulehnen – um sich vor ähnlichen Einsprüchen wegen Formalitäten schützen zu können – und ein sogenanntes Verhandlungsverfahren einzuberufen, zu welchem sechs ausgewählte Anbieter eingeladen werden sollten, darunter auch Cengiz İnşaat.

#### Zweiter Einspruch
Am 28. Februar endete die zweiwöchige Einspruchsfrist. Erneut langten Einsprüche durch die ursprünglichen Beschwerdeführer aus Slowenien, Kolektor CPG und Gorenjska Gradbena, welche nach eigener Ansicht den Vertrag erhalten sollten, gegen das nun neue Auswahlverfahren ein. Nur zwei Wochen später wies die DARS die Einsprüche erneut zurück, wodurch das Verfahren nun abermals zur DKOM weitergereicht wurde.
Während der erneuten Abhandlung der Einsprüche bei der DKOM erklärte Anfang April 2019 der seit 2012 Vorsitzende der staatlichen Überprüfungskommission Borut Smrdel überraschend seinen Rücktritt und begründete diesen damit, dass immer wieder von außen versucht werden würde, Druck auf die DKOM auszuüben, um diese in ihren Entscheidungen zu beeinflussen und bezog sich dabei konkret auf den aktuellen Vergabe-Streit um den Karawankentunnel. Die Einflussnahme würde so weit gehen, dass Entscheidungen nicht mehr „auf Basis des Gesetzes“ getroffen würden.
Am 15. Mai 2019 wurde das Urteil der DKOM veröffentlicht, wonach die Kommission die Einsprüche von Kolektor CPG und Gorenjska Gradbena zurückgewiesen hatte. Die DARS begann nun verspätet mit dem Verhandlungsverfahren mit sechs Bewerbern und deren Partnern. Nach einer Fristverlängerung konnten Angebote bis zum 25. Juli eingereicht werden.

#### Dritter Einspruch
Am 26. Juni legten Gorenjska Gradbena und Kolektor CPG zum dritten Mal in Folge Beschwerde bei der DARS gegen die Beteiligung von Cengiz İnşaat ein, mit der Begründung das Unternehmen würde nicht die Voraussetzungen für eine Beteiligung erfüllen. Die DARS gab den Fall direkt an die DKOM weiter. Eine Entscheidung der DKOM wurde Mitte September 2019 erwartet.
Am 25. Juli gab die DARS überraschend bekannt, dass die DKOM den dritten Einspruch in einem Schnellverfahren abgehandelt und bereits Mitte Juli auf einem dreiseitigen Papier zugunsten der DARS erneut abgelehnt hatte. Fünf Angebote aus dem abgeschlossenen Verhandlungsverfahren wurden im Juli von der DARS offiziell veröffentlicht. Nach knapp zweimonatiger Evaluierung der neuen Angebote gab die DARS am 18. September bekannt, dass drei der fünf Anbieter um einen finalen Vertrag mitbieten können.
Im August sorgte ein demokratischer Abgeordneter des slowenischen Parlaments, Žan Mahnič, mit einem Brief an die Regierung für ein Kuriosum, indem er vorschlug, dass das österreichische Bauunternehmen Swietelsky einfach bis nach Slowenien durchbohren sollte, da dies schneller und günstiger sei, als weiter nach einem eigenen Konstrukteur für Slowenien zu suchen. Dieser leicht ironisch anmutende Vorschlag soll allerdings ernst gemeint sein und neben monetären und zeitlichen Faktoren damit begründet sein, dass in Slowenien das öffentliche Vergabesystem regelmäßig dazu missbraucht würde, Projekte um mehrere Jahre hinauszuzögern oder diese mit Hilfe von korrupten Machenschaften rund um die DKOM in illegaler Weise an lokale Firmen zu vergeben.
Bei einer Diskussion der parlamentarischen Kommission für Finanzkontrolle in Slowenien am 4. September informierte der Vorsitzende der DARS, Tomaž Vidic, über den Stand der Entwicklungen. Der Vorschlag, den Tunnel ausschließlich von österreichischer Seite aus bis nach Slowenien durchzubohren, sei laut Vidic aus rechtlicher und technischer Sicht nicht möglich. Details hierzu nannte dieser jedoch nicht.

#### Vierter Einspruch
Anfang Oktober 2019 legten Gorenjska Gradbena und Kolektor CPG zum inzwischen vierten Mal Einspruch gegen die von der DARS gewählten finalen Mitbieter ein, darunter auch Cengiz. Die DARS lehnte die neuen Einsprüche Mitte Oktober abermals ab und reichte diese zur DKOM weiter. Die DKOM entschied Mitte November, die Einsprüche ebenfalls abzulehnen.

#### Erneute Vergabe an Cengiz İnşaat
Am Dienstag, den 3. Dezember 2019 entschied die slowenische DARS nach kurzen Verhandlungen mit drei Unternehmen, namentlich mit der slowenischen Kolektor, der österreichisch-schweizerischen Implenia, sowie der türkischen Cengiz, den Vertrag im Wert von nunmehr 98,5 Millionen Euro (ohne Steuer) erneut an Cengiz İnşaat zu geben.
Der türkische Anbieter senkte sein Angebot hierbei in der ersten Verhandlungsrunde um eine Million Euro von ursprünglich 99,6 Millionen Euro. Das Konsortium von Kolektor CPG senkte sein Angebot von knapp 121 Millionen auf circa 104 Millionen Euro. Das Konsortium der österreichischen Implenia senkte sein Angebot von 121,5 Millionen auf 115 Millionen Euro.
Da schon nach der ersten Verhandlungsrunde weder das Konsortium von Kolektor noch von Implenia das türkische Unternehmen Cengiz unterbieten konnte, wurden die restlichen 3 Verhandlungsrunden gestrichen und nach weniger als einer Stunde der Entscheid gefällt.
Der CEO von Cengiz İnşaat, Utku Gök, äußerte noch am Montag vor den Verhandlungen, dass die Konstruktion in Slowenien mit seinem Unternehmen noch immer rechtzeitig fertig werden würde.
Die Einspruchsfrist verstrich am 13. Dezember 2019 ohne weitere Einsprüche. Anders als von der DARS angenommen, welche mit einem fünften Einspruch von Kolektor rechnete. Kolektor CPG gab jedoch bereits am 5. Dezember bekannt, die Neu-Vergabe an Cengiz İnşaat nicht mehr beeinspruchen zu wollen.
Am 20. Dezember 2019 akzeptierte das Supervisory Board der DARS schließlich offiziell die Beauftragung von Cengiz İnşaat.

#### Folgen
Die wiederholten Einsprüche der immer gleichen Unternehmen haben eine große Debatte über das öffentliche Vergabesystem im Land ausgelöst. Nun sollen Konsequenzen folgen. Um zukünftig das mehrmalige Beeinspruchen von öffentlichen Vergaben zu verhindern, sollen Einsprüche nur noch einmal getätigt werden können. Auch soll die DKOM umgebaut werden, so gab es nachweislich politisch verlinkte Kommissare. Das Komitee soll zukünftig unabhängiger werden, gleichzeitig aber mehr Autorität erhalten.
Im Dezember 2019 beschloss das slowenische Infrastrukturministerium gemeinsam mit den ÖBB, die Vergabe für die Sanierung des Karawankeneisenbahntunnels, welche im Oktober 2020 begann, nur noch nach österreichischem Recht durchzuführen, wodurch eine Situation wie oben beschrieben vermieden werden konnte.